# Macedón hímzés

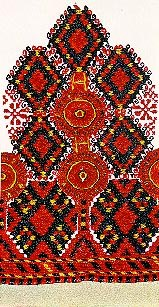
Hímzett női ing Dunje faluból, a 20. század elejéről

A macedón hímzés magában foglalja a hímzés minden formáját, amely a macedón kultúra részét képezi. A macedón hímzések a szlávok Balkán-félszigetre érkezésével kezdtek megjelenni, és a macedónok hiedelmeivel és szellemiségével összhangban ezt generációkon keresztül továbbadták. A macedón hímzés a 19. században érte el fejlődésének csúcsát. Ennek a művészeti ágnak a fejlődése, amelynek gyökerei a protoszláv eredetűek, más korszakok és kultúrák hatásait is magukon viselik.

## Története
A macedón hímzés a szláv népek Balkánra érkezésével kezdett fejlődni, amellyel stílusukat is ó-balkáni kulturális elemekkel kezdték hozzáigazítani. A bizánci kultúra is jelentős hatással volt a macedón hagyományos hímzés kialakulására, részben a közelsége miatt.
A macedón hímzéseken az országnak és népeinek az Oszmán Birodalom alatti öt évszázados befolyása kevéssé érzékelhető. Iszlám elemek a színes mintaváltásokban és az új motívumok alkalmazásában tükröződnek a hímzésmintákon. A különböző kulturális és történelmi tényezők ellenére, amelyek befolyásolták, a megkülönböztetett macedón hímzés főként abból a környezetből származó kollektivista művészi potenciál eredménye volt, ahol létrejött és létezett.

## Hímzéshordozók

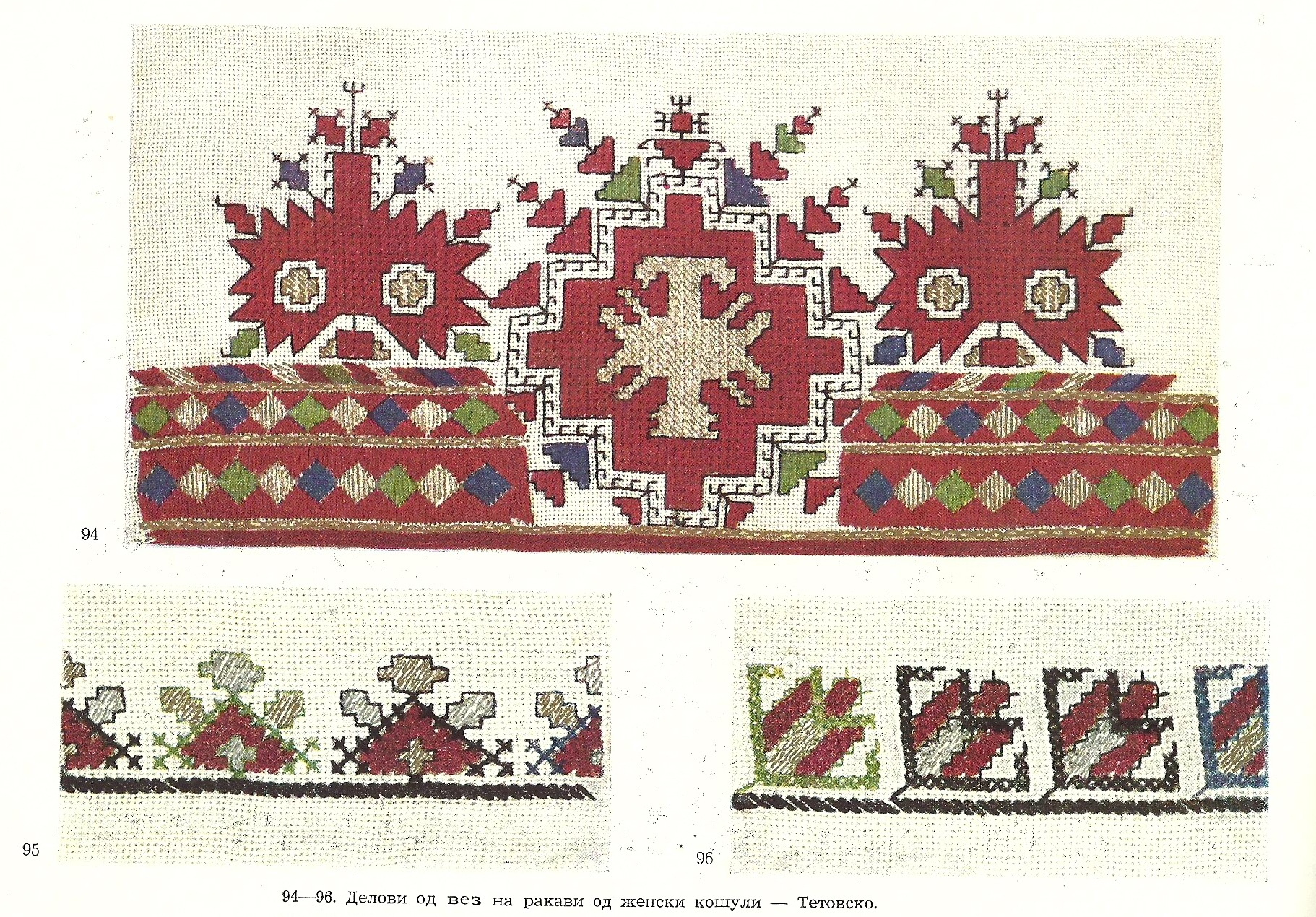
Hímzés Tetovo régióból

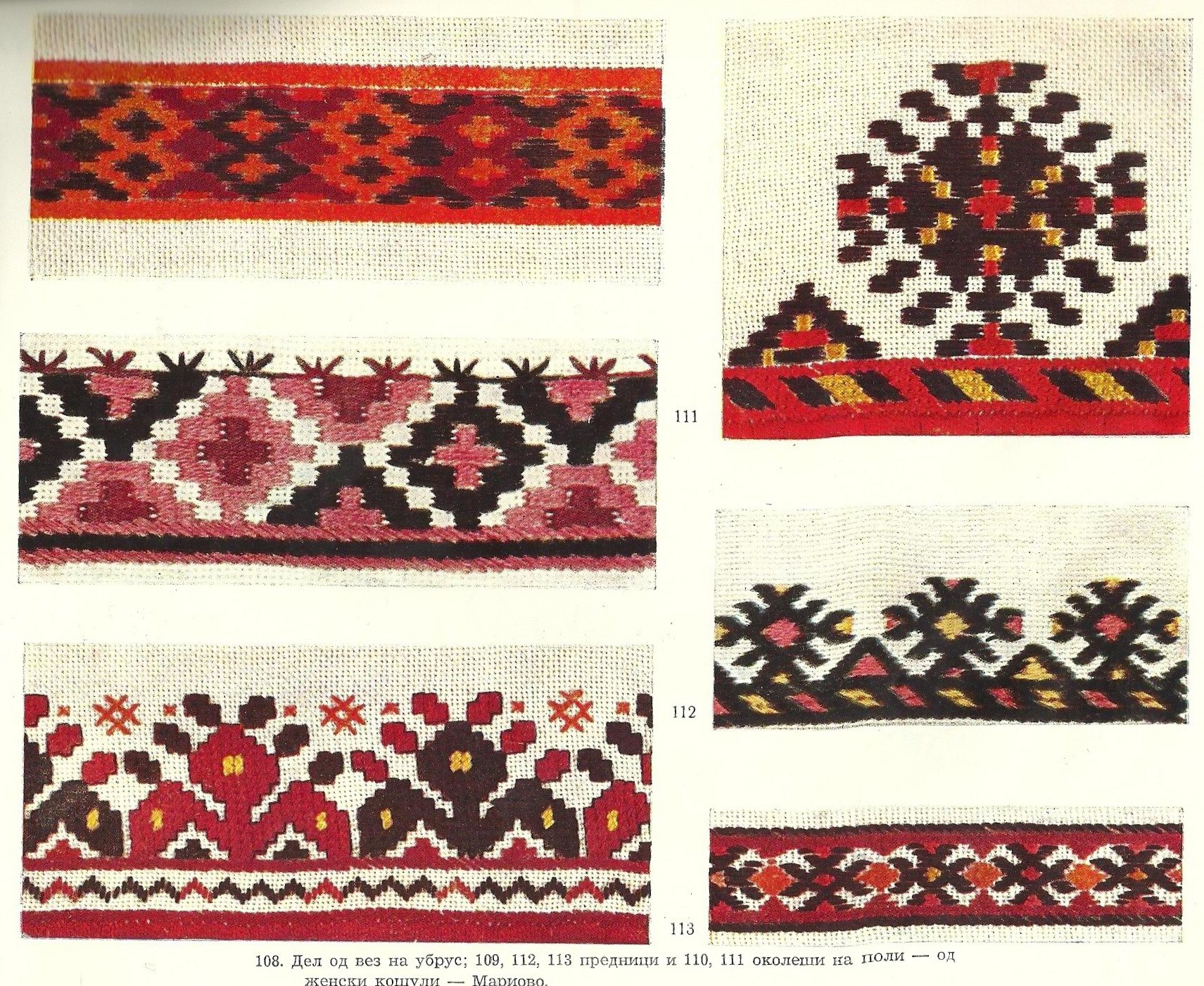
Mariovo-hímzés

Észak-Macedóniában a legelterjedtebb hímzésformák a hagyományos mellények voltak, különösen a falvakban használtak, amelyek e század első évtizedéig mindennapi használatban voltak. A hímzés jellegzetes hagyományos díszítés volt, általában női hagyományos mellényeken, hímzett ingeken és fejfedőkön található.
Az Észak-Macedóniára jellemző, tunikára emlékeztető női ingek az ó-balkáni díszítésű tunikához kötődő ősi formák nyomait tartalmazzák, még a szlávok érkezése előtt, és más szláv népek is használták. A macedón ingek, ragaszkodva ennek a ruházatnak a formájához kapcsolódó fejlődésének első állomásához, továbbfejlesztették díszítőelemeiket, amelyek a bizánci alkotások fényűző stílusát is tükrözték.
Különböző női mellények hímzései és a menyasszonyi mellények szintén sok történelmi értéket tartalmaznak. Formában, technikában, díszítésben és funkcióban látszólag hasonlóak a volgai kozákok egyes mellényeihez, ami megerősíti a távoli kulturális és történelmi kapcsolatokat azokkal a népekkel.

## Fordítás
- Ez a szócikk részben vagy egészben  a   Macedonian embroidery című angol Wikipédia-szócikk ezen változatának fordításán alapul.  Az eredeti cikk szerkesztőit annak laptörténete sorolja fel. Ez a jelzés csupán a megfogalmazás eredetét és a szerzői jogokat jelzi, nem szolgál a cikkben szereplő információk forrásmegjelöléseként.